# Tancrediidae
Tancrediidae zijn een uitgestorven familie van tweekleppigen uit de orde Cardiida.

## Taxonomie
Het volgende geslacht is bij de familie ingedeeld:
- † Tancredia Lycett, 1850